# Les Bals populaires
Singles de Michel Sardou
America, America
(1969) J'habite en France
(1970)
Pistes de J'habite en France
Quelques mots d'amour
Les Bals populaires est une chanson écrite par Michel Sardou et Vline Buggy et composée par Jacques Revaux. Elle est interprétée par Michel Sardou, qui l'enregistre pour l'album J'habite en France, paru en mars 1970.

## Historique
En février 1970, Michel Sardou doit assurer la première partie d'Enrico Macias à l'Olympia. Mais à cette époque - bien qu'ayant cinq années de carrière derrière lui - il n'a pas encore rencontré de véritable succès commercial, car ses premiers disques enregistrés chez Barclay n'ont guère dépassé les 50 000 exemplaires (dont Les Ricains et Petit qui connaissent un succès d'estime) et son premier single produit par Tréma, America, America est vendu à 30 000 exemplaires. Il doit donc se trouver un vrai répertoire et obtenir un succès.
Un jour, Sardou dîne avec la parolière Vline Buggy et lui confie son désir d'interpréter des chansons dans lesquelles le public se reconnaîtrait. Alors que son équipe lui conseille de faire du populaire, Sardou, excédé, dit « vous ne voulez tout de même pas que je vous parle des bals populaires ? »,. Buggy lui répond « chiche » et, en s'emparant de l'idée, propose un texte quelques jours plus tard à l'artiste. Sur une musique de Jacques Revaux et une orchestration de Jean-Claude Petit, Sardou enregistre Les Bals populaires le 16 janvier 1970. Mais sa nouvelle maison de disques, Philips, qui distribue les disques de Sardou produit par Tréma, pense que Les Bals populaires est une chanson « trop évidente et véritablement démagogique » et fait graver le titre en face B du single 45 tours Et mourir de plaisir, sorti en mars 1970. C'est sans compter Monique Le Marcis, directrice des programmes de RTL, qui adore cette chanson et la diffuse à la radio. Les Bals populaires rencontre alors un succès, à tel point que le single est réédité et Les Bals populaires passe en face A du 45 tours, reléguant Et mourir de plaisir en face B,.
Les Bals populaires marque le premier véritable succès commercial de Sardou puisque le titre, paru en single en mars 1970, se classe à la première place du hit-parade en France et s'écoule à plus de 500 000 exemplaires.

## Classements

### Classements hebdomadaires
| Classement (1970)                       | Meilleure position |
| --------------------------------------- | ------------------ |
| Belgique (Wallonie Ultratop 50 Singles) | 13                 |
| France (IFOP)                           | 3                  |

## Versions live
Malgré le succès, la chanson n'est présente que sur quatre enregistrements publics de Michel Sardou, en plus de 40 ans :
- Olympia 71, où elle clôt le tour de chant
- Bercy 98
- Live 2005 au Palais des sports, où elle ouvre le tour de chant
- Live 2013 - Les grands moments à l'Olympia Bruno Coquatrix
- La Dernière Danse (Live 2017-18), présente dans un medley avec le rire du sergent et en chantant